# 维莱乌特雷欧
维莱乌特雷欧（法語：Villers-Outréaux，法語發音：[vilɛʁ utʁeo]）是法国上法蘭西大區北部省的一个市镇，属于康布雷区。

## 地理
维莱乌特雷欧（50°2'0"N, 3°18'1"E）面积7.09 平方千米，位于法国上法蘭西大區北部省，该省份为法国最北部的省份及最长的省份，西北濒北海，西接加来海峡省，南至埃纳省和索姆省，东与比利时接壤。
与维莱乌特雷欧接壤的市镇（或旧市镇、城区）包括：欧邦舍勒欧布瓦、博雷瓦尔、古伊、埃斯科河畔克雷沃克尔、马兰库尔。

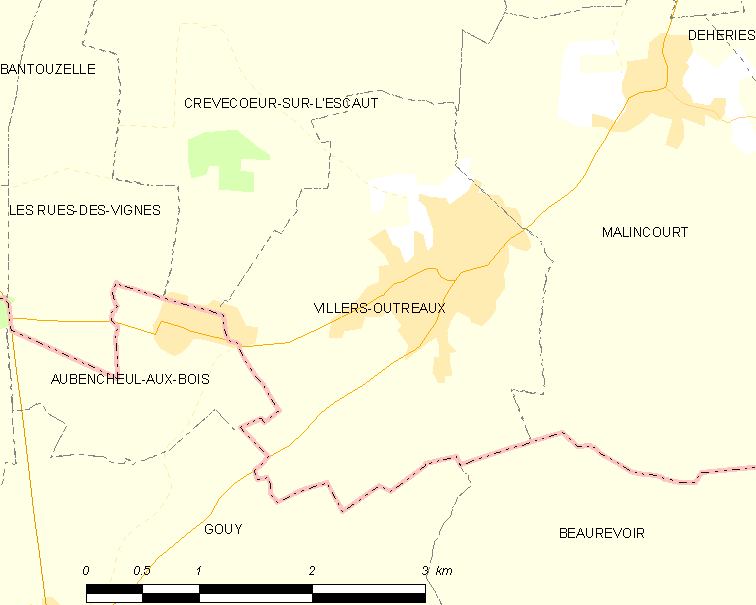
维莱乌特雷欧的OSM定位图

维莱乌特雷欧的时区为UTC+01:00、UTC+02:00（夏令时）。

## 行政
维莱乌特雷欧的邮政编码为59142，INSEE市镇编码为59624。

## 政治
维莱乌特雷欧所属的省级选区为勒卡托康布雷西县。

## 人口

1962-2008年间维莱乌特雷欧人口变化图示

维莱乌特雷欧于2022年1月1日时的人口数量为2137人。